# Opius nobilis
Opius nobilis är en stekelart som beskrevs av Papp 1981. Opius nobilis ingår i släktet Opius och familjen bracksteklar. Inga underarter finns listade i Catalogue of Life.